# Uy Nỗ
Uy Nỗ là một xã thuộc huyện Đông Anh, thành phố Hà Nội, Việt Nam.

## Địa lý
Xã Uy Nỗ nằm ở trung tâm huyện Đông Anh, cách trung tâm thành phố Hà 
Nội 20 km về phía bắc, có vị trí địa lý:
- Phía đông giáp xã Việt Hùng và xã Xuân Nộn
- Phía tây giáp thị trấn Đông Anh và các xã Vĩnh Ngọc, Tiên Dương
- Phía nam giáp xã Cổ Loa
- Phía bắc giáp thị trấn Đông Anh và các xã Nguyên Khê, Xuân Nộn.

Xã Uy Nỗ có diện tích 7,72 km², dân số năm 2022 là 19.329 người, mật độ dân số đạt 2.503 người/km².

## Hành chính
Xã Uy Nỗ được chia thành 14 thôn: Ấp Tó, Bãi, Chợ, Đài Bi, Đản Dị, 
Đản Mỗ, Hậu, Kính Nỗ, Nghĩa Lại, Ngoài, Phan Xá, Phúc Lộc, Thượng, Trong. 

## Lịch sử
Năm 1802, địa bàn xã Uy Nỗ thuộc tổng Xuân Canh, huyện Đông Ngàn, phủ Từ Sơn, trấn Kinh Bắc (sau là tỉnh Bắc Ninh).
Sau Cách mạng tháng Tám năm 1945, xã Uy Sơn được thành lập thuộc huyện 
Đông Anh trên cơ sở 3 thôn: Cường Nỗ, Phúc Lộc, Nỗ Thượng.
Năm 1949, hợp nhất các xã Âu Lạc, Phúc Tiến, Uy Sơn thành xã Việt Hùng.
Năm 1955, chia xã Việt Hùng thành xã Việt Hùng và xã Hùng Sơn, gồm 5 thôn: Cường Nỗ, Kính Nỗ, Oai Nỗ, Đài Bi, Phúc Lộc.
Ngày 20 tháng 4 năm 1961, Quốc hội ban hành Nghị quyết về việc sáp nhập xã Hùng Sơn vào thành phố Hà Nội quản lý.
Ngày 31 tháng 5 năm 1961, Hội đồng Chính phủ ban hành 78-CP. Theo đó, xã Hùng Sơn thuộc huyện Đông Anh, thành phố Hà Nội.
Tháng 10 năm 1965, đổi tên xã Hùng Sơn thành xã Uy Nỗ.
Ngày 13 tháng 10 năm 1982, Hội đồng Bộ trưởng ban hành Quyết định số 173-HĐBT về việc thành lập thị trấn Đông Anh trên cơ sở một phần diện tích tự nhiên và dân số của xã Uy Nỗ.